# Chopardentella royi
Chopardentella royi är en bönsyrseart som beskrevs av Johann Heinrich Kaltenbach 1996. Chopardentella royi ingår i släktet Chopardentella och familjen Mantidae. Inga underarter finns listade i Catalogue of Life.